# Campeonato Potiguar de Futebol de 2013
O Campeonato Potiguar de Futebol de 2013, oficialmente Campeonato Potiguar Chevrolet 2013 foi a 94ª edição do campeonato estadual de futebol do Rio Grande do Norte. A competição deu vagas à Copa do Brasil de 2013, à Copa do Brasil de 2014, à Copa do Nordeste de 2014 e à Série D do Campeonato Brasileiro de 2013.

## Fórmula de disputa
O Campeonato Potiguar de 2013 ocorrerá de janeiro a maio de 2013, e contará com dez clubes, correspondentes aos nove melhores colocados da edição de 2012 e ao campeão da segunda divisão de 2012.
A primeira fase, chamada Copa FNF, contará com oito clubes, que se enfrentarão, em jogos de ida e volta, em busca da classificação para a segunda fase. Os seis melhores colocados passarão à segunda fase, e os dois melhores serão declarados campeão e vice-campeão da Copa FNF. O campeão receberá uma vaga na Copa do Brasil de 2013, enquanto o vice-campeão poderá disputar a Copa do Brasil de 2014. Ainda ao fim da primeira fase, o oitavo e último colocado será rebaixado para a segunda divisão de 2014.
Na segunda fase, os seis melhores colocados da primeira fase se juntarão ao ABC e ao América de Natal, que não disputarão a primeira fase devido à sua participação na Copa do Nordeste. A segunda fase será disputada, também, no sistema de pontos corridos, dividida em dois turnos: o primeiro, chamado Copa Rio Grande do Norte, e o segundo, chamado Copa Cidade de Natal. Ao fim de cada turno, será disputada, entre o primeiro e segundo colocados, uma final em dois jogos (ida e volta) para se determinar o campeão do turno. O campeão de cada turno terá direito a uma vaga na Copa do Brasil de 2014 e uma na Copa do Nordeste de 2014.
A final geral do Campeonato Potiguar 2013 será disputada, também, em duas partidas, entre o campeão do primeiro turno da segunda fase (Copa Rio Grande do Norte) e o campeão do segundo turno da segunda fase (Copa Cidade de Natal). Ao término da competição, será fornecida também uma vaga para o Campeonato Brasileiro da Série D de 2013, excetuando-se ABC e América, que disputarão a Série B, e Baraúnas, que disputará a Série C.

### Critérios de desempate
Em caso de empate entre duas ou mais equipes no número de pontos ganhos, serão aplicados os seguintes critérios de desempate, na seguinte ordem:
1. Maior número de vitórias;
2. Maior saldo de gols;
3. Maior número de gols marcados;
4. Menor número de cartões vermelhos;
5. Menor número de cartões amarelos;
6. Sorteio.

## Participantes
a. ^  O Estádio Machadão foi demolido e no lugar está sendo construída a Arena das Dunas, visando a Copa do Mundo FIFA de 2014. O Alecrim planejava mandar seus jogos no Estádio Luís Rios Bacurau, mais conhecido como Alçapão do Touro, na cidade de São Gonçalo do Amarante, mas, devido a incertezas, mandará seus jogos no Estádio José Nazareno do Nascimento, mais conhecido como Nazarenão, na cidade de Goianinha.
b. ^  O Estádio Machadão foi demolido e no lugar está sendo construída a Arena das Dunas, visando a Copa do Mundo FIFA de 2014. O América deverá mandar seus jogos no Estádio José Nazareno do Nascimento, mais conhecido como Nazarenão, na cidade de Goianinha.

## Primeira fase (Copa FNF)
| 1 | Santa Cruz-RN       | 30 | 14 | 9 | 3 | 2 | 18 | 8  | 10  |
| 2 | Potiguar de Mossoró | 24 | 14 | 7 | 3 | 4 | 21 | 10 | 11  |
| 3 | Baraúnas            | 23 | 14 | 6 | 5 | 3 | 17 | 10 | 7   |
| 4 | Alecrim             | 22 | 14 | 6 | 4 | 4 | 11 | 9  | 2   |
| 5 | ASSU                | 18 | 14 | 6 | 0 | 8 | 14 | 13 | 1   |
| 6 | Corintians de Caicó | 16 | 14 | 4 | 4 | 6 | 13 | 16 | -3  |
| 7 | Palmeira            | 14 | 14 | 4 | 2 | 8 | 8  | 21 | -13 |
| 8 | Potyguar Seridoense | 9  | 14 | 2 | 3 | 9 | 12 | 27 | -15 |

| Resultados          | Resultados | Resultados | Resultados | Resultados | Resultados | Resultados | Resultados | Resultados | Resultados |
|                     | ALE        | ASS        | BAR        | COR        | PAL        | PMO        | PCN        | STC        |            |
| ------------------- | ---------- | ---------- | ---------- | ---------- | ---------- | ---------- | ---------- | ---------- | ---------- |
| Alecrim             | —          | 1–0        | 1–1        | 1–0        | 2–1        | 2–0        | 1–2        | 1–0        |            |
| ASSU                | 2–0        | —          | 1–2        | 1–2        | 1–0        | 0–1        | 2–1        | 0–1        |            |
| Baraúnas            | 0–0        | 1–0        | —          | 0–0        | 3–0        | 1–1        | 5–1        | 0–1        |            |
| Corintians de Caicó | 0–0        | 1–0        | 0–1        | —          | 1–1        | 2–0        | 3–1        | 1–2        |            |
| Palmeira            | 1–0        | 0–3        | 2–1        | 2–1        | —          | 0–4        | 0–0        | 0–1        |            |
| Potiguar de Mossoró | 1–1        | 1–2        | 2–0        | 3–0        | 1–0        | —          | 5–0        | 1–2        |            |
| Potyguar Seridoense | 0–1        | 0–1        | 1–2        | 1–1        | 3–0        | 0–1        | —          | 1–1        |            |
| Santa Cruz-RN       | 1–0        | 2–1        | 0–0        | 3–1        | 0–1        | 0–0        | 4–1        | —          |            |

|  |                                                                  |
|  | Classificado para a segunda fase e para a Copa do Brasil de 2013 |
|  | Classificado para a segunda fase e para a Copa do Brasil de 2014 |
|  | Classificados para a segunda fase                                |
|  | Rebaixado à Segunda Divisão de 2014                              |

|  |                      |
|  | Vitória do mandante  |
|  | Vitória do visitante |
|  | Empate               |

| Copa FNF de 2013                  |
| --------------------------------- |
| Santa Cruz                        |
| Santa Cruz-RN Campeão (1º título) |

### Desempenho por rodada
Clubes que lideraram a Copa FNF ao final de cada rodada:
| Rodadas | Rodadas | Rodadas | Rodadas | Rodadas | Rodadas | Rodadas | Rodadas | Rodadas | Rodadas | Rodadas | Rodadas | Rodadas | Rodadas |
| ------- | ------- | ------- | ------- | ------- | ------- | ------- | ------- | ------- | ------- | ------- | ------- | ------- | ------- |
| 1       | 2       | 3       | 4       | 5       | 6       | 7       | 8       | 9       | 10      | 11      | 12      | 13      | 14      |
| ALE     | BAR     | BAR     | ASS     | BAR     | BAR     | STC     | STC     | STC     | STC     | BAR     | STC     | STC     | STC     |
| BAR     | BAR     | BAR     | ASS     | BAR     | BAR     | STC     | STC     | STC     | STC     | BAR     | STC     | STC     | STC     |
| PAL     | BAR     | BAR     | ASS     | STC     | BAR     | STC     | STC     | STC     | STC     | BAR     | STC     | STC     | STC     |
| PMO     | BAR     | BAR     | ASS     | STC     | BAR     | STC     | STC     | STC     | STC     | BAR     | STC     | STC     | STC     |

Clubes que ficaram na última posição da Copa FNF ao final de cada rodada:
| Rodadas | Rodadas | Rodadas | Rodadas | Rodadas | Rodadas | Rodadas | Rodadas | Rodadas | Rodadas | Rodadas | Rodadas | Rodadas | Rodadas |
| ------- | ------- | ------- | ------- | ------- | ------- | ------- | ------- | ------- | ------- | ------- | ------- | ------- | ------- |
| 1       | 2       | 3       | 4       | 5       | 6       | 7       | 8       | 9       | 10      | 11      | 12      | 13      | 14      |
| ASS     | COR     | COR     | ALE     | ALE     | PCN     | PCN     | PCN     | PCN     | PCN     | PCN     | PCN     | PCN     | PCN     |
| COR     | COR     | COR     | ALE     | ALE     | PCN     | PCN     | PCN     | PCN     | PCN     | PCN     | PCN     | PCN     | PCN     |
| PCN     | COR     | COR     | ALE     | ALE     | PCN     | PCN     | PCN     | PCN     | PCN     | PCN     | PCN     | PCN     | PCN     |
| STC     | COR     | COR     | ALE     | ALE     | PCN     | PCN     | PCN     | PCN     | PCN     | PCN     | PCN     | PCN     | PCN     |

## Segunda fase

### Primeiro turno (Copa RN)
| 1 | América de Natal    | 16 | 7 | 5 | 1 | 1 | 10 | 6  | 4  |
| 2 | Corintians de Caicó | 16 | 7 | 5 | 1 | 1 | 15 | 12 | 3  |
| 3 | ABC                 | 13 | 7 | 4 | 1 | 2 | 16 | 5  | 11 |
| 4 | ASSU                | 13 | 7 | 4 | 1 | 2 | 9  | 12 | -3 |
| 5 | Potiguar de Mossoró | 8  | 7 | 2 | 2 | 3 | 11 | 10 | 1  |
| 6 | Santa Cruz-RN       | 5  | 7 | 1 | 2 | 4 | 6  | 9  | -3 |
| 7 | Alecrim             | 5  | 7 | 1 | 2 | 4 | 9  | 16 | -7 |
| 8 | Baraúnas            | 2  | 7 | 0 | 2 | 5 | 4  | 10 | -6 |

| Resultados          | Resultados | Resultados | Resultados | Resultados | Resultados | Resultados | Resultados | Resultados | Resultados |
|                     | ABC        | ALE        | AME        | ASS        | BAR        | COR        | PMO        | STC        |            |
| ------------------- | ---------- | ---------- | ---------- | ---------- | ---------- | ---------- | ---------- | ---------- | ---------- |
| ABC                 | —          |            |            | 5–0        |            | 6–1        |            | 2–1        |            |
| Alecrim             | 1–3        | —          | 0–2        |            | 3–2        |            | 2–5        |            |            |
| América de Natal    | 1–0        |            | —          | 1–1        |            | 1–3        |            | 2–1        |            |
| ASSU                |            | 2–1        |            | —          | 4–2        |            | 1–0        |            |            |
| Baraúnas            | 0–0        |            | 0–1        |            | —          |            | 0–0        | 0–1        |            |
| Corintians de Caicó |            | 1–1        |            | 3–0        | 1–0        | —          | 4–3        |            |            |
| Potiguar de Mossoró | 1–0        |            | 1–2        |            |            |            | —          | 1–1        |            |
| Santa Cruz-RN       |            | 1–1        |            | 0–1        |            | 1–2        |            | —          |            |

|  |                               |
|  | Zona de classificação à Final |

|  |                      |
|  | Vitória do mandante  |
|  | Vitória do visitante |
|  | Empate               |

### Desempenho por rodada
Clubes que lideraram a cada rodada:
| 1   | 2   | 3   | 4   | 5   | 6   | 7   |
| ASS | COR | COR | AME | ASS | COR | AME |

Clubes que ficaram na última posição de cada rodada:
| 1   | 2   | 3   | 4   | 5   | 6   | 7   |
| AME | BAR | BAR | BAR | STC | BAR | BAR |

#### Final

##### Jogo de Ida
| 27 de março | Corintians de Caicó | 0 - 2          | América de Natal       | Marizão, Caicó                                             |
| 20:30       |                     | súmula borderô | Cascata 29' (pen), 62' | Público: 2 397 Árbitro: RN Ítalo Medeiros de Azevedo (CBF) |

##### Jogo de Volta
| 31 de março | América de Natal | 1 - 0          | Corintians de Caicó | Nazarenão, Goianinha                                    |
| 17:00       | Tiago Adan 35'   | súmula borderô |                     | Público: 4 131 Árbitro: RN Flávio Roberto Sales de Lima |

| Copa Rio Grande do Norte de 2013     |
| ------------------------------------ |
|                                      |
| América de Natal Campeão (3º título) |

### Segundo turno (Copa Cidade de Natal)
| 1 | Potiguar de Mossoró | 15 | 7 | 5 | 0 | 2 | 13 | 7  | 6   |
| 2 | América de Natal    | 15 | 7 | 4 | 3 | 0 | 12 | 6  | 6   |
| 3 | Baraúnas            | 14 | 7 | 4 | 2 | 1 | 11 | 4  | 7   |
| 4 | ABC                 | 14 | 7 | 4 | 2 | 1 | 7  | 4  | 3   |
| 5 | ASSU                | 8  | 7 | 2 | 2 | 3 | 5  | 8  | -3  |
| 6 | Alecrim             | 6  | 7 | 2 | 0 | 5 | 10 | 10 | 0   |
| 7 | Corintians de Caicó | 4  | 7 | 1 | 1 | 5 | 8  | 20 | -12 |
| 8 | Santa Cruz-RN       | 3  | 7 | 1 | 0 | 6 | 6  | 13 | -7  |

| Resultados          | Resultados | Resultados | Resultados | Resultados | Resultados | Resultados | Resultados | Resultados | Resultados |
|                     | ABC        | ALE        | AME        | ASS        | BAR        | COR        | PMO        | STC        |            |
| ------------------- | ---------- | ---------- | ---------- | ---------- | ---------- | ---------- | ---------- | ---------- | ---------- |
| ABC                 | —          | 1–0        | 1–1        |            | 0–0        |            | 0–3        |            |            |
| Alecrim             |            | —          |            | 3–1        |            | 5–0        |            | 0–2        |            |
| América de Natal    |            | 2–1        | —          |            | 1–1        |            | 4–1        |            |            |
| ASSU                | 0–2        |            | 1–1        | —          |            | 1–1        |            | 1–0        |            |
| Baraúnas            |            | 2–1        |            | 0–1        | —          | 3–1        |            |            |            |
| Corintians de Caicó | 0–2        |            | 1–2        |            |            | —          |            | 4–3        |            |
| Potiguar de Mossoró |            | 2–0        |            | 1–0        | 0–1        | 4–1        | —          |            |            |
| Santa Cruz-RN       | 0–1        |            | 0–1        |            | 0–4        |            | 1–2        | —          |            |

|  |                               |
|  | Zona de classificação à Final |

|  |                      |
|  | Vitória do mandante  |
|  | Vitória do visitante |
|  | Empate               |

### Desempenho por rodada
Clubes que lideraram a cada rodada:
| 1   | 2   | 3   | 4   | 5   | 6   | 7   |
| PMO | PMO | PMO | AME | AME | PMO | PMO |

Clubes que ficaram na última posição de cada rodada:
| 1   | 2   | 3   | 4   | 5   | 6   | 7   |
| ABC | ALE | COR | COR | STC | STC | STC |

#### Final

##### Jogo de Ida
| 05 de maio | América de Natal | 0 - 0          | Potiguar de Mossoró | Nazarenão, Goianinha                                       |
| 17:00      |                  | súmula borderô |                     | Público: 2 419 Árbitro: RN Ítalo Medeiros de Azevedo (CBF) |

##### Jogo de Volta
| 12 de maio | Potiguar de Mossoró         | 2 - 1          | América de Natal | Nogueirão, Mossoró                                     |
| 17:00      | Chiquinho 46' · Radamés 90' | súmula borderô | Tiago Adan 72'   | Público: 3 769 Árbitro: RS Leandro Pedro Vuaden (FIFA) |

| Copa Cidade de Natal de 2013            |
| --------------------------------------- |
|                                         |
| Potiguar de Mossoró Campeão (2º título) |

## Final do campeonato

### Jogo de Ida
| 15 de maio | Potiguar de Mossoró       | 2 - 2          | América de Natal                  | Nogueirão, Mossoró                                   |
| 20:30      | Daniel 14' · Paulinho 24' | súmula borderô | Índio Oliveira 3' · Renatinho 30' | Público: 2 363 Árbitro: SP Wilson Luiz Seneme (FIFA) |

### Jogo de Volta
| 19 de maio | América de Natal   | 1 - 1          | Potiguar de Mossoró | Barretão, Ceará-Mirim                               |
| 17:00      | Índio Oliveira 36' | súmula borderô | Chiquinho 76'       | Público: 5 959 Árbitro: MG Alício Pena Júnior (CBF) |

|                                                        |       | Penalidades                                     |  |
| Cascata Renatinho Índio Índio Oliveira Allysson Itamar | 4 – 5 | Chiquinho Paulinho Giovanni Lima Santos Radamés |  |

| Campeonato Potiguar de 2013             |
| --------------------------------------- |
|                                         |
| Potiguar de Mossoró Campeão (2º título) |

| Vice Campeão:    | Terceiro Colocado: | Equipe mais:     | Artilheiro:                                                                 | Melhor goleiro:              |
| ---------------- | ------------------ | ---------------- | --------------------------------------------------------------------------- | ---------------------------- |
| América de Natal | ABC                | América de Natal | Rodrigo Silva (ABC) Cascata (América de Natal) Ebinho (Corintians de Caicó) | Santos (Potiguar de Mossoró) |

## Classificação Geral
Classificação atualizada da fase final do Campeonato Potiguar Chevrolet 2013 somando Copa RN + Copa Cidade de Natal.